# Habikino
Habikino (Japans: 羽曳野市, Habikino-shi) is een stad in de prefectuur  Osaka, Japan. Begin 2014 telde de stad 114.897 inwoners. Habikino maakt deel uit van de metropool Groot-Osaka.

## Geschiedenis
Op 15 januari 1959 werd Habikino benoemd tot stad (shi).

## Partnersteden
- Kameyama, Japan
- Gose, Japan
- Hietzing, Oostenrijk

Steden:
Daito · Fujiidera · Habikino · Hannan · Higashiosaka · Hirakata · Ibaraki · Ikeda · Izumi · Izumiotsu · Izumisano · Kadoma · Kaizuka · Kashiwara · Katano · Kawachinagano · Kishiwada · Matsubara · Minoh · Moriguchi · Neyagawa · Osaka (hoofdstad) · Osakasayama · Sakai · Sennan · Settsu · Shijonawate · Suita · Takaishi · Takatsuki · Tondabayashi · Toyonaka · Yao

Districten:
Minamikawachi · Mishima · Senboku · Sennan · Toyono
Gemeenten per district